# Homlungen fyr
Homlungen fyr er et fyr på en holm ud for Skjærhalden i Hvaler kommune i Viken fylke i Norge.
Fyret består af en fyrbygning i træ med et tagtårn. Fyrbygningen blev bygget i 1867 og ombygget i 1915. Efter den tid er den ydre facade lidt forandret. Fyret har et 4. orens linseapparat fra 1878 fra Frankrig og dele af det oprindelige snoretræk er fremdeles intakt. Fyret der blev automatiseret og affolket i 1952, er fredet efter lov om kulturminner.

## Eksterne kilder og henvisninger
- Wikimedia Commons har flere filer relateret til Homlungen fyr
- Homlungen fyr på Riksantikvarens hjemmeside kulturminnesok.no
- Homlungen fyrstasjon Norsk Fyrhistorisk Forening